# Lukov (Vysočina)
Lukov è un comune della Repubblica Ceca facente parte del distretto di Třebíč, nella regione di Vysočina.